# Liste des monuments aux morts dans le Loiret
Pour un article plus général, voir Liste des œuvres d'art du Loiret.
La liste des monuments aux morts dans le Loiret vise à recenser les monuments aux morts situés dans le département du Loiret en région Centre-Val de Loire (France).

## Liste
Les monuments sont classés par ordre alphabétique de communes, ou anciennes communes. Si une commune possède plusieurs monuments, ils sont classés par ordre chronologique des conflits commémorés.
| Œuvre                                                        | Auteur                                  | Commune                    | Localisation | Notes | Installation | Coordonnées                      | Illustration |
| ------------------------------------------------------------ | --------------------------------------- | -------------------------- | --- | --- | ------------ | -------------------------------- | --- |
| Monument aux morts                                           | À déterminer                            | Adon                       | Sur la place de l'église                                                                                                 | | À déterminer | 47° 45′ 49″ nord, 2° 47′ 46″ est | Monument aux morts d'Adon |
| Monument aux morts                                           | À déterminer                            | Aillant-sur-Milleron       | À côté de l'église Saint-Martin                                                                                          | | À déterminer | à géolocaliser                   | Monument aux morts |
| Monument aux morts                                           | À déterminer                            | Amilly                     | Dans le cimetière, près de l'église Saint-Martin                                                                         | | 1905         | à géolocaliser                   | Image manquante |
| Monument aux morts du quartier de Saint-Firmin-des-Vignes    | À déterminer                            | Amilly                     | Devant la mairie | | À déterminer | à géolocaliser                   | Monument aux morts du quartier de Saint-Firmin-des-Vignes |
| Monument aux morts                                           | À déterminer                            | Andonville                 | Dans le cimetière | | À déterminer | à géolocaliser                   | Image manquante |
| Monument aux morts                                           | À déterminer                            | Ardon                      | À côté de l'église Saint-Pierre                                                                                          | | À déterminer | à géolocaliser                   | Image manquante |
| Monument aux morts                                           | À déterminer                            | Arrabloy                   | À déterminer | | À déterminer | à géolocaliser                   | Monument aux morts |
| Monument aux morts de 1914-1918                              | À déterminer                            | Artenay                    | Intersection de la rue d'Orléans (RD 405) et de la rue de la Gare                                                        | | À déterminer | à géolocaliser                   | Monument aux morts de 1914-1918 |
| Monument aux morts (plaque)                                  | À déterminer                            | Artenay                    | Dans l'église Saint-Victor                                                                                               | | À déterminer | à géolocaliser                   | Image manquante |
| Monument aux morts                                           | À déterminer                            | Artenay                    | Dans le cimetière | | À déterminer | à géolocaliser                   | Image manquante |
| Monument aux morts                                           | À déterminer                            | Aschères-le-Marché         | Intersection de la Grande Rue (RD 11) et de la route de Tressonville                                                     | | À déterminer | à géolocaliser                   | Image manquante |
| Monument aux morts                                           | À déterminer                            | Ascoux                     | Route de Laas, à côté de l'église Saint-Charles                                                                          | | À déterminer | à géolocaliser                   | Monument aux morts |
| Monument aux morts                                           | À déterminer                            | Attray                     | À côté de l'église Saint-Pierre                                                                                          | | À déterminer | à géolocaliser                   | Monument aux morts |
| Monument aux morts                                           | À déterminer                            | Audeville                  | Dans le cimetière | | À déterminer | à géolocaliser                   | Image manquante |
| Monument aux morts                                           | À déterminer                            | Augerville-la-Rivière      | À côté de l'église Saint-Pierre-et-Saint-Paul                                                                            | | 1922         | à géolocaliser                   | Image manquante |
| Monument aux morts                                           | À déterminer                            | Aulnay-la-Rivière          | Intersection de la rue de l'Église et la rue de la Vallée (RD 26)                                                        | | À déterminer | à géolocaliser                   | Monument aux morts |
| Monument aux morts                                           | À déterminer                            | Autruy-sur-Juine           | À côté de l'église Saint-Pierre                                                                                          | | À déterminer | à géolocaliser                   | Monument aux morts |
| Monument aux morts                                           | À déterminer                            | Autry-le-Châtel            | Dans le cimetière | | À déterminer | à géolocaliser                   | Image manquante |
| Monument aux morts                                           | À déterminer                            | Auvilliers-en-Gâtinais     | Devant le cimetière | | À déterminer | à géolocaliser                   | Image manquante |
| Monument aux morts de 1870-1871                              | À déterminer                            | Auxy                       | Dans le cimetière | | À déterminer | à géolocaliser                   | Image manquante |
| Monument aux morts                                           | Pierre Le Meur                          | Auxy                       | En face de l'église Saint-Martin                                                                                         | | 1923         | à géolocaliser                   | Image manquante |
| Monument aux morts                                           | À déterminer                            | Baccon                     | À côté de l'église Saint-Quentin                                                                                         | | À déterminer | à géolocaliser                   | Monument aux morts |
| Monument aux morts                                           | À déterminer                            | Barville-en-Gâtinais       | Dans le cimetière | | À déterminer | à géolocaliser                   | Image manquante |
| Monument aux morts                                           | À déterminer                            | Batilly-en-Gâtinais        | Dans le cimetière | | 1921         | à géolocaliser                   | Image manquante |
| Monument aux morts                                           | À déterminer                            | Batilly-en-Puisaye         | À côté de l'église Saint-Louis                                                                                           | | À déterminer | à géolocaliser                   | Monument aux morts |
| Monument aux morts                                           | À déterminer                            | Bazoches-sur-le-Betz       | Sur la place de l'église                                                                                                 | | À déterminer | 48° 08′ 01″ nord, 2° 59′ 16″ est | Monument aux morts de Bazoches-sur-le-Betz |
| La Défense du drapeau (d) (monument aux morts de 1870-1871), | Copie d'après Aristide Croisy           | Beaugency                  | Dans le square du souvenir                                                                                               | | 1909         | à géolocaliser                   | Image manquante |
| Monument aux morts                                           | Paul Moreau-Vauthier et Charles Million | Beaugency                  | Dans le square du souvenir                                                                                               | Érigé en 1921 sur la place du Martroi.                                                                                       | À déterminer | à géolocaliser                   | Image manquante |
| Monument aux morts                                           | À déterminer                            | Beaulieu-sur-Loire         | Sur la place du 11 Novembre, près de la mairie                                                                           | | À déterminer | à géolocaliser                   | Monument aux morts |
| Monument aux morts de 1870-1871                              | À déterminer                            | Beaune-la-Rolande          | Dans le cimetière | | À déterminer | à géolocaliser                   | Monument aux morts de 1870-1871 |
| Le hardi Grenadier (monument aux morts)                      | Charles Desvergnes                      | Beaune-la-Rolande          | Sur la place Baudichon                                                                                                   | | 1922         | à géolocaliser                   | Image manquante |
| Monument aux morts du camp                                   | À déterminer                            | Beaune-la-Rolande          | À déterminer | Commémore les victimes du camp de transit.                                                                                   | 1989         | à géolocaliser                   | Monument aux morts du camp |
| Monument aux morts de 1914-1918                              | À déterminer                            | Bellegarde                 | Dans l'église Notre-Dame                                                                                                 | | À déterminer | à géolocaliser                   | Monument aux morts de 1914-1918 |
| Le Poilu victorieux (monument aux morts)                     | Copie d'après Eugène Bénet              | Boiscommun                 | Sur la place de la Victoire                                                                                              | | 1923         | à géolocaliser                   | Image manquante |
| Monument aux morts                                           | À déterminer                            | Bonnée                     | À côté de l'église Saint-Martin                                                                                          | | À déterminer | à géolocaliser                   | Monument aux morts |
| Monument aux morts                                           | À déterminer                            | Bordeaux-en-Gâtinais       | Dans le cimetière | | À déterminer | à géolocaliser                   | Image manquante |
| Monument aux morts                                           | À déterminer                            | Bouilly-en-Gâtinais        | À déterminer | | À déterminer | à géolocaliser                   | Monument aux morts |
| Monument aux morts                                           | Charles Desvergnes                      | Boynes                     | Intersection de la rue de l'Ardoise et de la rue de Verdun, devant l'église Saint-Pierre                                 | | À déterminer | à géolocaliser                   | Image manquante |
| Monument aux morts                                           | À déterminer                            | Bray-en-Val                | À déterminer | | À déterminer | à géolocaliser                   | Monument aux morts |
| Monument aux morts                                           | À déterminer                            | Breteau                    | À côté de l'église Saint-Pierre-et-Saint-Blaise, devant le cimetière                                                     | | À déterminer | à géolocaliser                   | Monument aux morts |
| Monument aux morts de 1870-1871                              | À déterminer                            | Briare                     | Sur le rond-point de la Légion d'honneur                                                                                 | | À déterminer | à géolocaliser                   | Monument aux morts de 1870-1871« Monument aux morts de 1870 à Briare », sur À nos grands hommes |
| Monument aux morts                                           | À déterminer                            | Briare                     | Dans le square Maréchal-Foch                                                                                             | La statuette d'origine est volée dans les années 1970. Une statuette de remplacement très différente est installée[Quand ?]. | À déterminer | à géolocaliser                   | Monument aux morts« Monument aux morts de 1914-1918 à Briare », sur À nos grands hommes |
| Monument aux morts                                           | À déterminer                            | Briarres-sur-Essonne       | Dans le cimetière | | À déterminer | à géolocaliser                   | Image manquante |
| Monument aux morts                                           | À déterminer                            | Bucy-Saint-Liphard         | À déterminer | | À déterminer | à géolocaliser                   | Monument aux morts |
| Monument aux morts                                           | À déterminer                            | Cercottes                  | À côté de l'église Saint-Martin                                                                                          | | À déterminer | à géolocaliser                   | Monument aux morts |
| Monument aux morts                                           | À déterminer                            | Césarville-Dossainville    | Dans le cimetière | | À déterminer | à géolocaliser                   | Image manquante |
| Monument aux morts                                           | À déterminer                            | Châlette-sur-Loing         | Sur la place de la République, en face de la mairie                                                                      | | À déterminer | 48° 00′ 51″ nord, 2° 43′ 56″ est | Monument aux morts de Châlette-sur-Loing |
| Monument aux morts                                           | À déterminer                            | Champoulet                 | Devant la mairie | | À déterminer | à géolocaliser                   | Monument aux morts |
| Monument aux morts                                           | À déterminer                            | Chantecoq                  | Devant la mairie | | À déterminer | à géolocaliser                   | Monument aux morts |
| Monument aux morts                                           | À déterminer                            | Château-Renard             | À l'entrée sud du jardin de Metelen, derrière l'hôtel-de-ville                                                           | | À déterminer | à géolocaliser                   | Monument aux morts« Monument aux morts de 1914-1918 à Château-Renard », sur À nos grands hommes |
| Monument aux morts de 1914-1918 (plaques)                    | À déterminer                            | Château-Renard             | Sur la façade de la chapelle Notre-Dame                                                                                  | | À déterminer | à géolocaliser                   | Monument aux morts de 1914-1918 (plaques) |
| Monument aux morts                                           | À déterminer                            | Châtenoy                   | À côté de l'église Saint-Loup                                                                                            | | À déterminer | 47° 55′ 06″ nord, 2° 23′ 52″ est | Monument aux morts de Châtenoy |
| Monument aux morts                                           | À déterminer                            | Châtillon-Coligny          | Sur la place Aristide-Briand                                                                                             | | 1922         | à géolocaliser                   | Image manquante |
| Monument aux morts                                           | À déterminer                            | Chécy                      | Intersection de l'avenue Charles de Gaulle, de l'avenue Georges Pompidou, de l'avenue de Patay et de l'avenue de Domrémy | | À déterminer | à géolocaliser                   | Monument aux morts |
| Monument aux sapeurs-pompiers morts (plaque)                 | À déterminer                            | Chécy                      | Sur le site du nouveau centre d'incendie et de secours, rue Jean Bertin                                                  | Apposée[Quand ?] sur un mur devant le local des sapeurs-pompiers, avenue de Gaulle.                                          | À déterminer | à géolocaliser                   | Image manquante |
| Monument aux musiciens morts (plaque)                        | À déterminer                            | Chécy                      | À déterminer | Apposée[Quand ?] sur un mur devant le local des sapeurs-pompiers, avenue de Gaulle.                                          | À déterminer | à géolocaliser                   | Image manquante |
| Monument aux morts                                           | À déterminer                            | Chevry-sous-le-Bignon      | Devant la mairie, rue de la Flamenderie                                                                                  | | 1922         | à géolocaliser                   | Monument aux morts |
| Monument aux morts                                           | À déterminer                            | Chuelles                   | Sur la place de la Résistance                                                                                            | | À déterminer | à géolocaliser                   | Monument aux morts |
| Monument aux morts de 1914-1918                              | À déterminer                            | Cléry-Saint-André          | Dans la basilique Notre-Dame                                                                                             | | À déterminer | à géolocaliser                   | Monument aux morts de 1914-1918 |
| Monument aux morts                                           | À déterminer                            | Combleux                   | Dans le cimetière | | 1896         | à géolocaliser                   | Image manquante |
| Monument aux morts                                           | À déterminer                            | Combleux                   | Dans l'église Saint-Symphorien                                                                                           | | À déterminer | 47° 54′ 05″ nord, 1° 59′ 01″ est | Monument aux morts de Combleux |
| Monument aux morts                                           | À déterminer                            | Combreux                   | À côté de l'église Saint-Pierre                                                                                          | | À déterminer | à géolocaliser                   | Monument aux morts« Monument aux morts de 1914-1918 à Combreux », sur À nos grands hommes |
| Monument aux morts                                           | À déterminer                            | Conflans-sur-Loing         | Devant la mairie | | À déterminer | à géolocaliser                   | Monument aux morts |
| Monument aux morts                                           | Raoul Lamourdedieu                      | Corquilleroy               | Rue Achille Fouquin | | 1920         | à géolocaliser                   | Monument aux morts« Monument aux morts de 1914-1918 à Corquilleroy », sur À nos grands hommes |
| Monument aux morts de 1870-1871                              | À déterminer                            | Coulmiers                  | À déterminer | | À déterminer | à géolocaliser                   | Monument aux morts de 1870-1871 |
| Monument aux morts                                           | À déterminer                            | Courcelles-le-Roi          | Dans le cimetière | | À déterminer | à géolocaliser                   | Image manquante |
| Monument aux morts                                           | À déterminer                            | Courcy-aux-Loges           | À déterminer | | À déterminer | à géolocaliser                   | Monument aux morts |
| Monument aux morts de 1870-1871                              | À déterminer                            | Cravant                    | Dans le cimetière | | À déterminer | à géolocaliser                   | Monument aux morts de 1870-1871 |
| Monument aux morts                                           | À déterminer                            | Dadonville                 | Dans le cimetière | | À déterminer | à géolocaliser                   | Monument aux morts |
| Monument aux morts                                           | À déterminer                            | Dammarie-en-Puisaye        | À côté de la mairie | | À déterminer | à géolocaliser                   | Monument aux morts |
| Monument aux morts                                           | À déterminer                            | Dammarie-sur-Loing         | À déterminer | | À déterminer | à géolocaliser                   | Monument aux morts« Monument aux morts de 1914-1918 à Dammarie-sur-Loing », sur À nos grands hommes |
| Monument aux morts                                           | À déterminer                            | Darvoy                     | Dans le cimetière | | À déterminer | 47° 51′ 51″ nord, 2° 05′ 46″ est | Monument aux morts de Darvoy |
| Monument aux morts                                           | À déterminer                            | Desmonts                   | Dans le cimetière | | À déterminer | à géolocaliser                   | Image manquante |
| Monument aux morts                                           | À déterminer                            | Dimancheville              | Dans le cimetière | | À déterminer | à géolocaliser                   | Image manquante |
| La Défense du drapeau (d) (monument aux morts de 1870-1871)  | Copie d'après Aristide Croisy           | Épieds-en-Beauce           | Intersection de la rue des Maisons Blanches (RD 4) et de la rue du Moulin                                                | | 1899         | à géolocaliser                   | La Défense du drapeau (d) (monument aux morts de 1870-1871)« Monument aux morts de 1870 à Épieds-en-Beauce », sur À nos grands hommes |
| Monument aux morts de 1870-1871                              | À déterminer                            | Épieds-en-Beauce           | À déterminer | | À déterminer | à géolocaliser                   | Monument aux morts de 1870-1871 |
| Poilu au repos (monument aux morts)                          | Copie d'après Étienne Camus             | Escrennes                  | À déterminer | | À déterminer | à géolocaliser                   | Poilu au repos (monument aux morts) |
| Monument aux morts                                           | À déterminer                            | Escrignelles               | À déterminer | | À déterminer | 47° 42′ 57″ nord, 2° 49′ 18″ est | Monument aux morts d'Escrignelles |
| Monument aux morts                                           | À déterminer                            | Fay-aux-Loges              | À déterminer | | À déterminer | à géolocaliser                   | Monument aux morts |
| Monument aux morts                                           | À déterminer                            | Ferrières-en-Gâtinais      | Sur la place de l'Église                                                                                                 | | À déterminer | à géolocaliser                   | Monument aux morts |
| Monument aux morts                                           | À déterminer                            | Ferrières-en-Gâtinais      | Dans l'église Saint-Pierre-et-Saint-Paul                                                                                 | | À déterminer | 48° 05′ 12″ nord, 2° 47′ 21″ est | Monument aux morts Dans église Saint-Pierre-et-Saint-Paul de Ferrières-en-Gâtinais |
| Monument aux morts de 1914-1918                              | À déterminer                            | Fontenay-sur-Loing         | Dans l'église Saint-Victorien                                                                                            | | À déterminer | à géolocaliser                   | Monument aux morts de 1914-1918 |
| Monument aux morts                                           | Henri Navarre                           | Fontenay-sur-Loing         | Rue de la République (RD 32), à côté de la mairie, en face de l'église Saint-Victorien                                   | | 1921         | à géolocaliser                   | Monument aux morts |
| Monument aux morts                                           | À déterminer                            | Gémigny                    | À déterminer | | À déterminer | à géolocaliser                   | Monument aux morts |
| Monument aux morts                                           | Charles Desvergnes                      | Gien                       | Sur la place du Général De Gaulle                                                                                        | | 1924         | à géolocaliser                   | Monument aux morts« Monument aux morts de 1914-1918 à Gien », sur À nos grands hommes |
| La Volonté triomphante (monument aux morts),                 | Robert Coutre                           | Gien                       | À déterminer | | À déterminer | à géolocaliser                   | Image manquante |
| Monument aux morts                                           | À déterminer                            | Girolles                   | Dans le cimetière | | À déterminer | à géolocaliser                   | Monument aux morts |
| Monument aux morts                                           | Abel Lafleur                            | Gondreville                | Sur la place Mirabeau | | À déterminer | à géolocaliser                   | Image manquante |
| Monument aux morts                                           | À déterminer                            | Griselles                  | À déterminer | | À déterminer | 48° 04′ 40″ nord, 2° 49′ 41″ est | Monument aux morts de Griselles |
| Monument aux morts                                           | À déterminer                            | Guilly                     | Dans le cimetière, près de l'église Saint-Martin                                                                         | | À déterminer | à géolocaliser                   | Monument aux morts |
| Monument aux morts                                           | À déterminer                            | Ingré                      | À déterminer | | À déterminer | à géolocaliser                   | Monument aux morts |
| Monument aux morts (fresque et plaques)                      | Gustave Hu                              | Ingré                      | Dans l'église Saint-Loup                                                                                                 | | 1921         | à géolocaliser                   | Image manquante |
| Monument aux morts                                           | À déterminer                            | Jargeau                    | Boulevard Porte-Madeleine                                                                                                | | À déterminer | 47° 52′ 01″ nord, 2° 07′ 12″ est | Monument aux morts de Jargeau |
| Monument aux morts (plaques)                                 | À déterminer                            | Jargeau                    | Dans l'église Saint-Étienne                                                                                              | | À déterminer | 47° 51′ 59″ nord, 2° 07′ 21″ est | Image manquante |
| Monument aux mobiles du Cher                                 | Jean Valette                            | Juranville                 | Avenue de la Libération                                                                                                  | | 1876         | à géolocaliser                   | Image manquante |
| Monument aux morts                                           | À déterminer                            | La Bussière                | À déterminer | | À déterminer | à géolocaliser                   | Monument aux morts |
| Monument aux morts                                           | À déterminer                            | La Chapelle-Saint-Mesmin   | Dans l'église Saint-Mesmin                                                                                               | | À déterminer | 47° 53′ 14″ nord, 1° 50′ 36″ est | Monument aux morts |
| Monument aux morts                                           | À déterminer                            | La Chapelle-Saint-Sépulcre | À déterminer | | À déterminer | à géolocaliser                   | Monument aux morts |
| Monument aux morts                                           | À déterminer                            | La Cour-Marigny            | À déterminer | | À déterminer | à géolocaliser                   | Monument aux morts |
| Monument aux morts                                           | À déterminer                            | La Ferté-Saint-Aubin       | À déterminer | | À déterminer | à géolocaliser                   | Monument aux morts |
| Monument aux morts de 1914-1918                              | À déterminer                            | La Ferté-Saint-Aubin       | Dans l'église Saint-Michel                                                                                               | | À déterminer | à géolocaliser                   | Monument aux morts de 1914-1918 |
| Monument aux morts                                           | À déterminer                            | La Neuville-sur-Essonne    | À déterminer | | À déterminer | à géolocaliser                   | Monument aux morts |
| Monument aux morts                                           | À déterminer                            | La Selle-sur-le-Bied       | À déterminer | | À déterminer | à géolocaliser                   | Monument aux morts |
| Monument aux morts                                           | À déterminer                            | Labrosse                   | Dans le cimetière | | À déterminer | à géolocaliser                   | Image manquante |
| Monument aux morts                                           | À déterminer                            | Le Bignon-Mirabeau         | Sur la place Mirabeau | | À déterminer | 48° 08′ 49″ nord, 2° 55′ 24″ est | Monument aux morts du Bignon-Mirabeau |
| Monument aux morts                                           | À déterminer                            | Les Choux                  | À déterminer | | À déterminer | à géolocaliser                   | Monument aux morts |
| Poilu au repos (monument aux morts)                          | Copie d'après Étienne Camus             | Lion-en-Sullias            | À déterminer | | À déterminer | à géolocaliser                   | Poilu au repos (monument aux morts) |
| Monument aux morts                                           | À déterminer                            | Lorris                     | Contre une façade de la mairie                                                                                           | | 1921         | à géolocaliser                   | Monument aux morts« Monument aux morts de la guerre 1914-1918 à Lorris », sur À nos grands hommes |
| Monument aux morts                                           | À déterminer                            | Louzouer                   | À déterminer | | À déterminer | à géolocaliser                   | Monument aux morts |
| Monument aux morts                                           | À déterminer                            | Malesherbes                | À déterminer | | À déterminer | 48° 17′ 35″ nord, 2° 25′ 01″ est | Monument aux morts de Malesherbes |
| Monument aux morts                                           | À déterminer                            | Manchecourt                | Dans le cimetière | | À déterminer | à géolocaliser                   | Image manquante |
| Monument aux morts                                           | À déterminer                            | Marigny-les-Usages         | À déterminer | | À déterminer | à géolocaliser                   | Monument aux morts |
| Monument aux morts                                           | À déterminer                            | Meung-sur-Loire            | Dans la collégiale Saint-Liphard                                                                                         | | À déterminer | à géolocaliser                   | Monument aux morts |
| Monument aux morts de 1939-1945                              | Jean et Joël Martel                     | Meung-sur-Loire            | Dans la cour de la mairie                                                                                                | | 1949         | à géolocaliser                   | Image manquante |
| Monument aux victimes du Service du Travail Obligatoire      | À déterminer                            | Montargis                  | À déterminer | | À déterminer | à géolocaliser                   | Monument aux victimes du Service du Travail Obligatoire |
| Monument aux morts                                           | À déterminer                            | Montbouy                   | À déterminer | | À déterminer | à géolocaliser                   | Monument aux morts |
| Monument aux morts de Montcresson et Cortrat                 | À déterminer                            | Montcresson                | À déterminer | | À déterminer | à géolocaliser                   | Monument aux morts de Montcresson et Cortrat |
| Monument aux morts                                           | À déterminer                            | Montereau                  | À déterminer | | À déterminer | à géolocaliser                   | Monument aux morts |
| Monument aux morts                                           | À déterminer                            | Nangeville                 | À déterminer | | À déterminer | à géolocaliser                   | Image manquante |
| Monument aux morts                                           | À déterminer                            | Nargis                     | À déterminer | | À déterminer | à géolocaliser                   | Monument aux morts |
| Monument aux morts                                           | À déterminer                            | Nesploy                    | Dans le cimetière | | À déterminer | à géolocaliser                   | Monument aux morts |
| Ils ne passeront pas (monument aux morts)                    | Robert Busnel                           | Neuville-aux-Bois          | Devant la mairie | | À déterminer | à géolocaliser                   | Image manquante |
| Monument aux morts                                           | Charles Desvergnes                      | Nibelle                    | Rue Saint Sauveur, près de l'école                                                                                       | | 1921         | à géolocaliser                   | Monument aux morts |
| Monument aux morts                                           | Eugène Girault                          | Nogent-sur-Vernisson       | À déterminer | | 1920         | à géolocaliser                   | Monument aux morts« Monument aux morts de 1914-1918 à Nogent-sur-Vernisson », sur À nos grands hommes |
| Monument aux morts de 1914-1918                              | Luc Maliba                              | Orléans                    | Dans le grand cimetière                                                                                                  | | 1924         | à géolocaliser                   | Image manquante |
| Monument de la Victoire (monument aux morts de 1914-1918)    | Charles Malfray                         | Orléans                    | Sur l'esplanade du Souvenir-Français                                                                                     | Également appelé La Gloire couronnant le héros. Érigé[Où ?] en 1924. Retiré et installé boulevard de Verdun en 1960.         | 1987         | 47° 54′ 19″ nord, 1° 54′ 38″ est | Monument aux morts de 1914-1918 d'Orléans |
| Monument aux morts de 1914-1918                              | À déterminer                            | Orléans                    | Dans l'église Saint-Donatien                                                                                             | | À déterminer | à géolocaliser                   | Monument aux morts de 1914-1918 |
| Monument aux morts de 1914-1918                              | À déterminer                            | Orléans                    | Dans l'église Saint-Donatien                                                                                             | | À déterminer | à géolocaliser                   | Monument aux morts de 1914-1918 |
| Monument aux morts de 1914-1918                              | À déterminer                            | Orléans                    | Dans la collégiale Saint-Aignan                                                                                          | | À déterminer | à géolocaliser                   | Monument aux morts de 1914-1918 |
| Monument aux morts de 1914-1918                              | À déterminer                            | Orléans                    | Dans l'église Notre-Dame-de-Recouvrance                                                                                  | | À déterminer | à géolocaliser                   | Monument aux morts de 1914-1918 |
| Monument aux morts de 1914-1918                              | À déterminer                            | Orléans                    | Dans l'église Notre-Dame-de-Consolation                                                                                  | | À déterminer | à géolocaliser                   | Monument aux morts de 1914-1918 |
| Monument aux morts britanniques de 1914-1918                 | Reginald Hallward (en)                  | Orléans                    | Dans la Cathédrale Sainte-Croix                                                                                          | | 1925         | à géolocaliser                   | Monument aux morts britanniques de 1914-1918 |
| Monument aux morts des États-Unis                            | À déterminer                            | Orléans                    | Dans la Cathédrale Sainte-Croix                                                                                          | | À déterminer | à géolocaliser                   | Monument aux morts des États-Unis |
| Monument aux morts de Saint-Marceau                          | À déterminer                            | Orléans                    | Sur la place Domrémy | | 1925         | 47° 53′ 23″ nord, 1° 54′ 19″ est | Monument aux morts de Saint-Marceau |
| Monument aux résistants et déportés du Loiret                | À déterminer                            | Orléans                    | Dans le parc Louis-Pasteur                                                                                               | | 1970         | 47° 54′ 23″ nord, 1° 54′ 44″ est | Monument aux résistants et déportés du Loiret |
| Monument aux morts d'Indochine et d'Afrique du Nord          | À déterminer                            | Orléans                    | Dans le parc Louis-Pasteur                                                                                               | | À déterminer | 47° 54′ 29″ nord, 1° 54′ 43″ est | Monument aux morts d'Indochine et d'Afrique du Nord |
| Monument aux morts                                           | À déterminer                            | Ormes                      | À déterminer | | À déterminer | à géolocaliser                   | Monument aux morts |
| Monument aux morts                                           | À déterminer                            | Pannes                     | À déterminer | | À déterminer | à géolocaliser                   | Monument aux morts |
| Monument aux morts                                           | À déterminer                            | Paucourt                   | À déterminer | | À déterminer | à géolocaliser                   | Monument aux morts |
| L'Épouvante (monument aux morts)                             | Charles Malfray                         | Pithiviers                 | Sur la place du Martroi                                                                                                  | Également appelé l'Effroi.                                                                                                   | 1921         | à géolocaliser                   | L'Épouvante (monument aux morts)« à Pithiviers », sur À nos grands hommes |
| Poilu au repos (monument aux morts)                          | Copie d'après Étienne Camus             | Poilly-lez-Gien            | Sur la place de l'église, au bord de la RD 951                                                                           | | 1921         | à géolocaliser                   | Poilu au repos (monument aux morts) |
| Monument aux morts                                           | À déterminer                            | Préfontaines               | À déterminer | | À déterminer | à géolocaliser                   | Monument aux morts |
| Monument aux résistants fusillés le 20 août 1944             | À déterminer                            | Pressigny-les-Pins         | À déterminer | | À déterminer | à géolocaliser                   | Monument aux résistants fusillés le 20 août 1944 |
| Monument aux morts                                           | À déterminer                            | Pressigny-les-Pins         | Dans le cimetière | | À déterminer | à géolocaliser                   | Monument aux morts |
| Monument aux morts                                           | Charles Desvergnes                      | Puiseaux                   | Sur la place du Jeu de Paume                                                                                             | | À déterminer | à géolocaliser                   | Image manquante |
| Monument aux Déportés                                        | À déterminer                            | Puiseaux                   | Entre l'église et la mairie                                                                                              | | À déterminer | à géolocaliser                   | Image manquante |
| Poilu au repos (monument aux morts)                          | Copie d'après Étienne Camus             | Ramoulu                    | Sur la place du calvaire, devant la mairie                                                                               | | À déterminer | à géolocaliser                   | Image manquante |
| Monument aux morts                                           | À déterminer                            | Rozières-en-Beauce         | À déterminer | | À déterminer | à géolocaliser                   | Monument aux morts |
| Monument aux morts                                           | Camille Lefèvre                         | Saint-Ay                   | Devant la mairie | | À déterminer | à géolocaliser                   | Monument aux morts« Monument aux morts de 1914-1918 à Saint-Ay », sur À nos grands hommes |
| Monument aux morts                                           | À déterminer                            | Saint-Brisson-sur-Loire    | À déterminer | | À déterminer | à géolocaliser                   | Monument aux morts |
| Poilu au repos (monument aux morts)                          | Copie d'après Étienne Camus             | Saint-Denis-en-Val         | À déterminer | | À déterminer | à géolocaliser                   | Poilu au repos (monument aux morts) |
| Monument aux morts                                           | À déterminer                            | Saint-Gondon               | Près de la mairie | | À déterminer | à géolocaliser                   | Monument aux morts |
| Monument aux morts                                           | À déterminer                            | Saint-Hilaire-les-Andrésis | Près de l'église Saint-Hilaire                                                                                           | La statue du Poilu au repos, détériorée par les intempéries, est retirée en 1997 et remisée dans la cave de la mairie.       | 1921         | à géolocaliser                   | Monument aux morts |
| Monument aux morts de 1914-1918                              | À déterminer                            | Saint-Jean-de-Braye        | Dans l'église Saint-Jean-Baptiste                                                                                        | | À déterminer | à géolocaliser                   | Monument aux morts de 1914-1918 |
| Monument aux morts                                           | À déterminer                            | Saint-Jean-le-Blanc        | À déterminer | | À déterminer | à géolocaliser                   | Image manquante |
| Monument aux morts de 1870-1871                              | À déterminer                            | Sainte-Geneviève-des-Bois  | Dans le cimetière | | 1900         | à géolocaliser                   | Image manquante |
| Monument aux morts de 1870-1871,                             | Charles Desvergnes                      | Saran                      | Intersection de la rue du Faubourg-Bannier et de la route de Chartres                                                    | Également appelé monument des Aydes ou Aux défenseurs d'Orléans.                                                             | 1899         | à géolocaliser                   | Monument aux morts de 1870-1871« Monument aux morts de 1870, ou Monument des Aydes, ou Aux défenseurs d'Orléans à Saran », sur À nos grands hommes,« Monument aux morts de 1870, ou Monument des Aydes, ou Aux défenseurs d'Orléans à Saran », sur e-monumen |
| Monument aux morts                                           | À déterminer                            | Sermaises                  | À déterminer | | À déterminer | à géolocaliser                   | Image manquante |
| Monument aux morts                                           | À déterminer                            | Solterre                   | Dans le cimetière | | À déterminer | à géolocaliser                   | Monument aux morts |
| Monument aux morts                                           | À déterminer                            | Sougy                      | À déterminer | | À déterminer | à géolocaliser                   | Monument aux morts |
| Monument aux morts                                           | Eugène Girault                          | Sully-sur-Loire            | Dans le square du Souvenir                                                                                               | | 1922         | à géolocaliser                   | Monument aux morts« Monument aux morts 1914-1918 à Sully-sur-Loire », sur À nos grands hommes |
| Monument aux morts                                           | À déterminer                            | Thou                       | Dans le cimetière | | À déterminer | 47° 34′ 41″ nord, 2° 54′ 48″ est | Monument aux morts de Thou |
| Monument aux morts                                           | À déterminer                            | Villemandeur               | Dans le cimetière | | À déterminer | 47° 59′ 34″ nord, 2° 42′ 36″ est | Monument aux morts de Villemandeur |